# Liste der Bodendenkmäler in Stockstadt am Main
Auf dieser Seite sind die Bodendenkmäler in dem unterfränkischen Markt Stockstadt am Main zusammengestellt. Diese Tabelle ist eine Teilliste der Liste der Bodendenkmäler in Bayern. Grundlage ist die Bayerische Denkmalliste, die auf Basis des Bayerischen Denkmalschutzgesetzes vom 1. Oktober 1973 erstmals erstellt wurde und seither durch das Bayerische Landesamt für Denkmalpflege geführt wird. Die folgenden Angaben ersetzen nicht die rechtsverbindliche Auskunft der Denkmalschutzbehörde.

## Bodendenkmäler der Gemeinde

### Bodendenkmäler in der Gemarkung Stockstadt a.Main
| Lage                                        | Objekt | Akten-Nr.     | Bild           |
| ------------------------------------------- | --- | ------------- | -------------- |
| Stockstadt a.Main (Standort)                | Siedlung der Vorgeschichte, u. a. Siedlung der Urnenfelderzeit. Siehe auch: Urnenfelderzeit                                                     | D-6-6020-0085 |                |
| Stockstadt a.Main (Standort)                | Vorgeschichtliche Grabhügel. Siehe auch: Hügelgrab                                                                                              | D-6-6020-0087 |                |
| Stockstadt a.Main (Standort)                | Grabhügel vorgeschichtlicher Zeitstellung. | D-6-6020-0088 |                |
| Stockstadt a.Main (Standort)                | Körpergräber der Merowingerzeit. Siehe auch: Körpergrab, Merowinger                                                                             | D-6-6020-0096 |                |
| Stockstadt a.Main (Standort)                | Körpergräber der Völkerwanderungszeit. Siehe auch: Völkerwanderungszeit                                                                         | D-6-6020-0098 |                |
| Stockstadt a.Main (Standort)                | Hafenanlage mit Steinmauer und vorgelagerter Holzkonstruktion vermutlich der römischen Kaiserzeit. Siehe auch: Römische Kaiserzeit              | D-6-6020-0100 |                |
| Stockstadt a.Main (Standort)                | Holz-Erde-Kastell der mittleren römischen Kaiserzeit sowie Siedlung der Völkerwanderungszeit. Siehe auch: Römisches Militärlager                | D-6-6020-0102 |                |
| Stockstadt a.Main (Standort)                | Steinkastell der mittleren römischen Kaiserzeit mit hölzernen Vorgängeranlagen sowie Bestattungen der Merowingerzeit.                           | D-6-6020-0103 |                |
| Stockstadt a.Main (Standort)                | Körpergräber der späten römischen Kaiserzeit oder der Völkerwanderungszeit.                                                                     | D-6-6020-0105 |                |
| Stockstadt a.Main (Standort)                | Lagerdorf der mittleren römischen Kaiserzeit.                                                                                                   | D-6-6020-0106 |                |
| Stockstadt a.Main (Standort)                | Lagerdorf der römischen Kaiserzeit mit Töpfereibezirk und Brandgräbern. Siehe auch: Brandgrab                                                   | D-6-6020-0107 |                |
| Stockstadt a.Main (Standort)                | Pfahlsetzungen der römischen Kaiserzeit. | D-6-6020-0108 |                |
| Stockstadt a.Main (Standort)                | Vorgeschichtliche Grabhügel. | D-6-6020-0112 |                |
| Stockstadt a.Main (Standort)                | Siedlung vor- und frühgeschichtlicher Zeitstellung.                                                                                             | D-6-6020-0138 |                |
| Stockstadt a.Main (Standort)                | Archäologische Befunde des Mittelalters und der frühen Neuzeit im Bereich des ehemaligen befestigten Dorfes Stockstadt a. Main.                 | D-6-6020-0200 |                |
| Stockstadt a.Main (Standort)                | Untertägige Teile der ehemalige mittelalterlichen und frühneuzeitlichen Befestigung von Stockstadt a. Main.                                     | D-6-6020-0201 |                |
| Stockstadt a.Main Hauptstraße 30 (Standort) | Archäologische Befunde im Bereich der spätmittelalterlichen bis frühneuzeitlichen Katholischen Pfarrkirche St. Leonhard von Stockstadt a. Main. | D-6-6020-0202 | weitere Bilder |
| Stockstadt a.Main (Standort)                | Archäologische Befunde im Bereich der spätmittelalterlichen Kapelle St. Anna von Stockstadt a.Main.                                             | D-6-6020-0203 |                |
| Stockstadt Oberhübnerwald (Standort)        | Teilstück der Kurmainzer Landwehr des späten Mittelalters und der frühen Neuzeit, Abschnitt Bachgauer Landwehr.                                 | D-6-6020-0238 |                |